# Tioglicolato di calcio
Il tioglicolato di calcio (o mercaptoacetato di calcio) è il sale di calcio dell'acido tioglicolico.
A temperatura ambiente si presenta come un solido bianco inodore. È un composto nocivo per ingestione, irritante, allergenico.